# جلوبال فاوندريز
شركة جلوبال فاوندريز هي شركة متعددة الجنسيات لتصنيع وتصميم أشباه الموصلات تقع في جزر كايمان ومقرها في مالطا ونيويورك .  تأسست شركة أيه إم دي نتيجة بيع الذراع التصنيعية لشركة أيه إم دي في مارس 2009، وكانت مملوكة للقطاع الخاص لشركة مبادلة للاستثمار ، صندوق الثروة السيادية لدولة الإمارات العربية المتحدة ، حتى الطرح العام الأولي بسوق الأوراق المالية  في أكتوبر 2021. وتظل شركة مبادلة للإستثمار هي المالك الأكبر للشركة بحصة تبلغ 82%. 
تصنع الشركة الدوائر المتكاملة على رقائق مصممة للأسواق مثل الأجهزة المحمولة الذكية والسيارات والفضاء والدفاع وإنترنت الأشياء للمستهلك ومراكز البيانات والبنية التحتية للاتصالات.
اعتبارًا من عام 2023، أصبحت جلوبال فاوندريز ثالث أكبر مصنع أشباه الموصلات من حيث الإيرادات.    وهي الشركة الوحيدة التي تعمل في سنغافورة والاتحاد الأوروبي والولايات المتحدة: شركة واحدة تعمل في 200 دولة. مم وواحد 300 مصنع تصنيع رقائق 300 مم في سنغافورة ؛ واحد بسعة 300 مم مصنع في دريسدن، ألمانيا ؛ واحد 200 مصنع في إسيكس جانكشن، فيرمونت (حيث يعتبر أكبر جهة توظيف خاصة)  ومصنع آخر بسعة 300 مصنع ملم في مالطا، نيويورك . 
جلوبال فاوندريز هي "مؤسسة موثوقة" للحكومة الفيدرالية الأمريكية ولديها تسميات مماثلة في سنغافورة وألمانيا، بما في ذلك معيار المعايير المشتركة الدولي المعتمد (ISO 15408، CC الإصدار 3.1).  
في 28 أكتوبر 2021، باعت الشركة أسهمًا في طرح عام أولي على بورصة ناسداك بسعر 47 دولارًا أمريكيًا للسهم، وهو أعلى سعر لها في نطاق السعر المستهدف، وجمعت حوالي 2.6 مليار دولار أمريكي. 

## أنظر أيضاً
- قائمة مصانع تصنيع أشباه الموصلات

## روابط خارجية
37°24′55″N 121°58′28″W / 37.415293°N 121.974448°Wقالب:NASDAQ-100قالب:Major semiconductor companiesقالب:AMDقالب:IBM